# Rapala damona
Rapala damona är en fjärilsart som beskrevs av Swinhoe 1890. Rapala damona ingår i släktet Rapala och familjen juvelvingar. Inga underarter finns listade.

## Bildgalleri

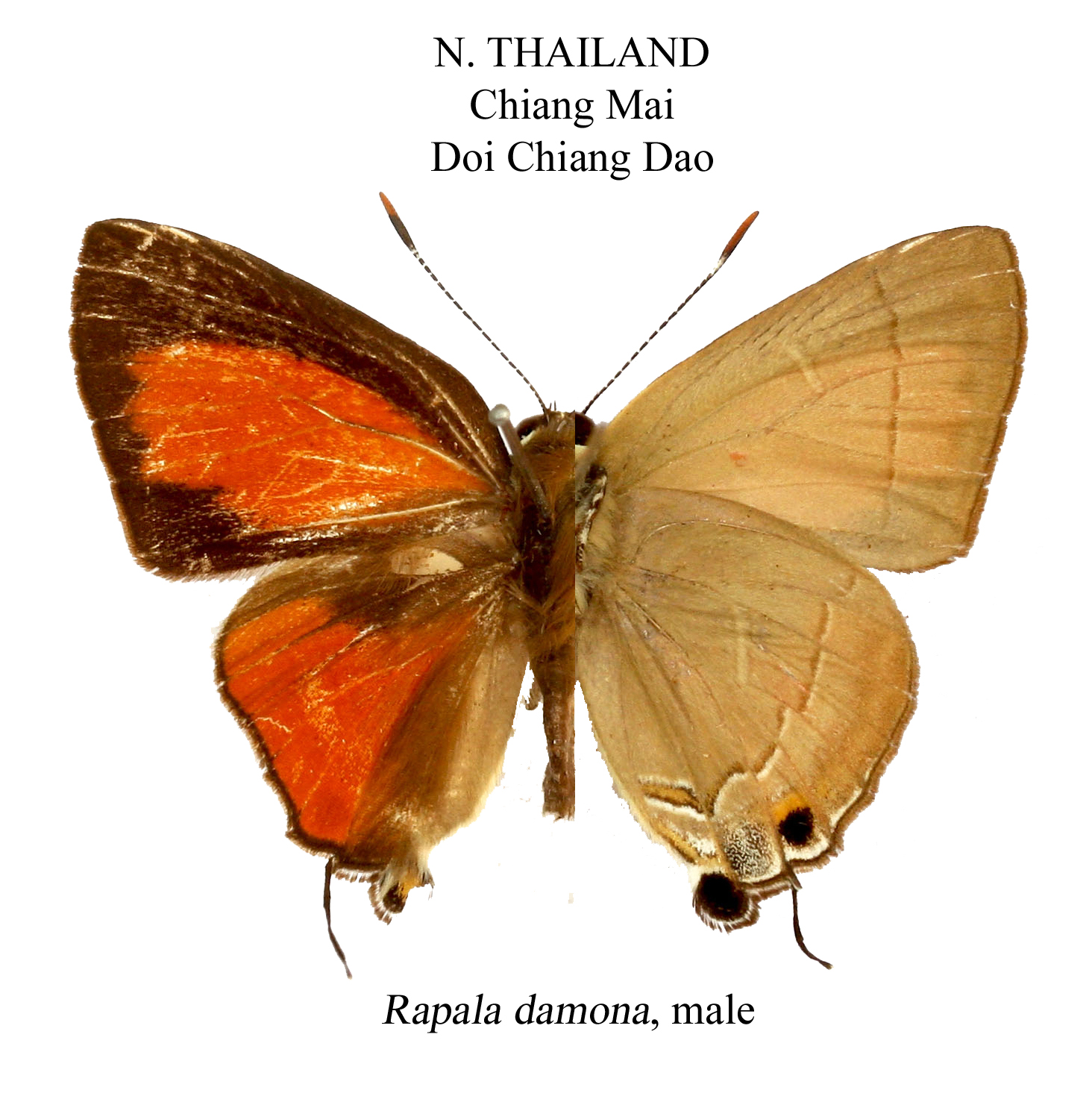